# 平島義次
平島 義次（ひらしま よしつぐ）は、第4代平島公方。足利義種の嫡男。苗字は初め足利であったが、後に平島と改める。

## 生涯
母方の伯父・ディオゴ結城がキリシタンであったためか、義次もキリシタンの疑いを受け、徳島藩主の蜂須賀家に尋問されている。

## 逸話
義次の代に床下にマムシなどの毒蛇がたくさん死んでいるのが見つかり、これは公方の威光を恐れて毒蛇が死んだという噂が広まった。その噂を聞いてマムシ除けの札を求める人々が相次ぎ、公方家は「阿州足利家」と紙に書いて「清和源氏之印」という朱印を押した守札を発行した。これをマムシ除けとして懐に入れて外出したり、蛇に見せると追い払えるとされていた。守札は平島公方家の重要な資金源の一つとなり、義根の代に阿波を出る時まで続いた。今日でも徳島県内各地を主に守札が伝わっている。